# Attorney General of Saint Kitts and Nevis
Der Attorney General von St Kitts. und Nevis ist der  oberste Rechtsberater der Regierung von St. Kitts und Nevis. Der Attorney General ist gewähltes Mitglied oder benanntes Mitglied kraft Amtes der Nationalversammlung und Mitglied des Kabinetts.
Bis 1958 wurde das Amt vom Attorney General of the Leeward Islands ausgefüllt.

## Liste der Attorneys General
Saint Kitts-Nevis-Anguilla 1958
- Joseph Samuel Archibald, 1960–1964 (Crown Attorney)[1]
- Cecil Oliver Byron 1962 (Crown Attorney, 8 Monate)[2]
- Joseph Samuel Archibald 1966–1968 (Crown Attorney)[1]

Abspaltung von Anguilla 1971
- Lee Llewellyn Moore 1971–1979[3][4]
- Clarence Fitzroy Bryant 1979–1980[5][6]
- Samuel Weymouth Tapley Seaton 1980–1995[7] (2015 Generalgouverneur)

Unabhängigkeit 1983
- Delano Frank Bart 1995–2001[8]
- Dennis H. Merchant 2006–2010[9]
- Patrice Nisbett 2010–2013[10]
- Jason Hamilton 2013–2015[11]
- Vincent Fitzgerald Byron 2015–2022[12]
- Garth Wilkin 2022– [13]